# Nikolai Alexandrowitsch Morosow (Eiskunstläufer)

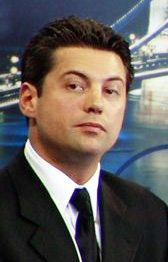
Nikolai Morosow bei den Eiskunstlauf-Europameisterschaften 2004

Nikolai Alexandrowitsch Morosow (* 17. Dezember 1975 in Moskau) ist ein belarussischer Eiskunstläufer und Eistanztrainer.
Als Nikolai Morosow in der internationalen Eiskunstlaufszene erschien, startete er mit Olga Perschankowa für Aserbaidschan. Er wechselte dann 1996 nach Belarus und fand eine neue Eistanzpartnerin in Tatjana Nawka. Trainer des Paares war Alexander Schulin. Sein Heimatklub war Dynamo Minsk. Das Paar Nawka/Morosow trainierte jedoch ganzjährig in Simsbury, Connecticut, USA. Morosow beendete 1998 seine Eiskunstlaufkarriere und wurde Trainer und Choreograf in den USA.

## Erfolge/Ergebnisse (wenn nicht anders erwähnt mit Tatjana Nawka)

### Olympische Spiele
- 1998 – 16. Rang

### Weltmeisterschaften
- 1994 – 21. Rang mit Olga Perschankowa
- 1997 – 14. Rang
- 1998 – 10. Rang

### Europameisterschaften
- 1994 – 21. Rang mit Olga Perschankowa
- 1997 – 12. Rang
- 1998 – 10. Rang

### Belarussische Meisterschaften
- 1997 – 1. Rang
- 1998 – 1. Rang